# Luci Apuleu
|  | Per a altres significats, vegeu «Luci Apuleu Saturní». |

Luci Apuleu — en llatí: Lucius Appuleius — a vegades citat com Apuleu (Madaure, Àfrica, c. 125-180) va ser un escriptor i filòsof romà, nascut en l'antic regne de Sifax, al començament del segle ii. Formava part de la Gens Apuleia, una família romana d'origen plebeu i patrici.
A Madaure es va establir una colònia de veterans al final de la Segona Guerra Púnica i estava molt romanitzada. El seu pare, Theseus, fou duumvir i va exercir altres altes dignitats de la seva ciutat i en morir va deixar als seus fills una gran fortuna. La seva mare es deia Sàlvia, era tessàlia i descendent de Plutarc.
Apuleu va estudiar a Cartago i després va anar a Atenes on es va entusiasmar per la filosofia platònica. Més tard va viatjar a Alexandria on va viure amb relació homosexual amb un jove anomenat Sicinus Pontianus, amb el que ja havia viscut a Atenes i es va casar amb la mare del seu amic, Pudentil·la, que era una vídua molt rica, mentre Pontianus es va casar amb la filla d'un tal Herennius Rufinus. Aquest darrer va denunciar a Apuleu per la mort de Pontianus i al·legant tanmateix que s'havia guanyat l'amor de Pudentil·la amb remeis màgics. Apuleu va fer una bona defensa i fou absolt. La defensa fou l'obra Apologia, o De Magia, escrita a Sabrata entre els anys 156/158 essent procònsol Claudi Màxim.

## Biografia
Tot el que sabem sobre la biografia d'Apuleu ens ho facilita ell mateix al seu discurs Apologia. Es desconeix el seu praenomen.
Apuleu va néixer a Madaure (actual Mdaurush, Àfrica) a la meitat de la dècada del 120 dC. Fill d'un duumvir municipal.
Va estudiar a Cartago amb un grammaticus i un rhetor i allà desenvolupà el seu interès per la filosofia. Continuà els seus estudis de filosofia a Atenes, i, a més, s'inicià en diversos misteris. Probablement després visqué a Roma, on degué treballar com a advocat. Després romangué a Oea, els anys 155-6, on ja era una celebritat literària. Es casà amb la rica vídua Pudentil·la. Aquesta unió el portà a un procés judicial, ja que la família d'aquesta l'acusà de màgia. Després de l'absolució, s'instal·là a Cartago. No se sap res de cap activitat seva a partir del 170. És un sacerdot del culte imperial i sacerdot d'Isis. A més, és bilingüe, tot i que només es conserven d'ell obres llatines.

## Obres

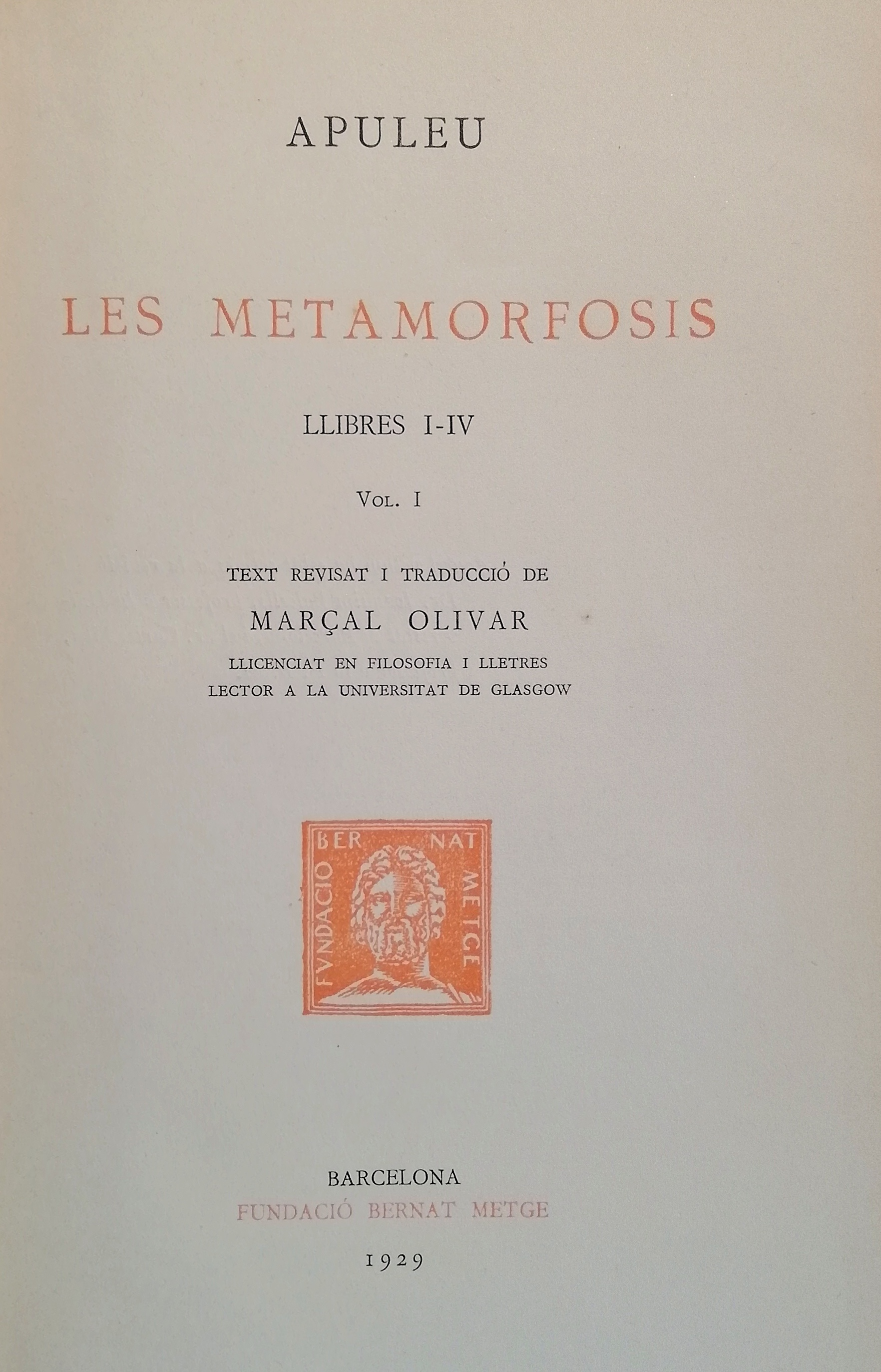
Les metamorfosis, traducció catalana publicada a Barcelona per la Fundació Bernat Metge dins la Col·lecció Fundació Bernat Metge l'any 1929

Apuleu escriví tant discursos, com obres filosòfiques i, fins i tot, una novel·la.

### Discursos
- Apologia o Pro se de magia liber: és l'únic discurs judicial que es conserva en llatí del segle ii. Presenta la seva pròpia defensa quan el seu fillastre, Sicini Pudent, i l'oncle d'aquest, Sicini Emilià, l'acusaren d'haver utilitzat la màgia per seduir i casar-se amb Pudentil·la, mare de Pudent.[6] El pronuncià a Sabrata (Àfrica), davant del procònsol Claudi Màxim l'any 158-159,[1] essent emperador Antoní Pius.[3] Aquest discurs és una font per a la vida d'Apuleu i per a la fetilleria antiga.[7]
- Florida: són vint-i-tres fragments dels discursos sofístics d'Apuleu,[7] de temes diversos i d'extensió diversa.[8]

### Obres filosòfiques
- De deo Socratis: “Sobre el déu de Sòcrates”. Tracta la doctrina dels demones bons, éssers que estan entre divinitats i homes.[7] L'estructura es pot dividir en tres parts: a la primera, examina els mons separats dels déus i dels homes; la segona part la dedica a la posició dels dèmons en la jerarquia dels éssers racionals i la seva funció d'intermediaris entre els dos mons; la conclusió és sobre el dèmon de Sòcrates; la veu interior obliga el filòsof a prosseguir amb la recerca de la veritat.[9]
- De Platone et eius dogmate: “Sobre Plató i les seves doctrines”. L'obra és una introducció, en dos llibres, a la física i l'ètica de Plató.[10]
- De mundo: “Sobre el món”. És una adaptació (no reconeguda) del pseudo-aristotèlic Περὶ κόσμου. El tractat està dividit en dues parts. La més llarga està dedicada a la cosmologia, i l'altra a la teologia.[11] Sant Agustí considera Apuleu l'autor d'aquesta obra.[7]

### Altres obres atribuïdes a Apuleu
- Περὶ ἑρμηνείας: “Sobre la interpretació”.[12] És un manual de lògica formal que tracta la teoria del sil·logisme afirmatiu.[7]
- Asclepius: és una traducció llatina d'una obra grega perduda.[12] Barreja conceptes grecs amb egipcis i profetitza el fi de la religió pagana. Agustí d'Hipona atribueix aquesta obra a Apuleu.[13]

A més, hi ha obres que s'han perdut com uns poemes, entre els quals himnes a Esculapi en llatí i grec; una novel·la, Hermagoras; escrits històrics, discursos, escrits sobre ciències naturals, sobre peixos, arbres, agricultura, medicina, astronomia, aritmètica, música. També va fer una traducció del Fedó de Plató.

### Les Metamorfosis
Metamorphoseon libri. És l'única novel·la llatina que es conserva íntegrament. És una novel·la escrita en onze llibres. A l'antiguitat també es coneixia amb el títol de Asinus aureus, tal com diu Sant Agustí (De ciuitate Dei XVIII 18). No sé sap si l'adjectiu aureus fa referència a la qualitat del llibre o al color de l'ase. Els tres primers llibres relaten les aventures del protagonista, el jove Luci, abans i després de la seva arribada a Hípata a Tessàlia (tradicionalment terra de mags).

## Característiques generals: temes, llenguatge, estil

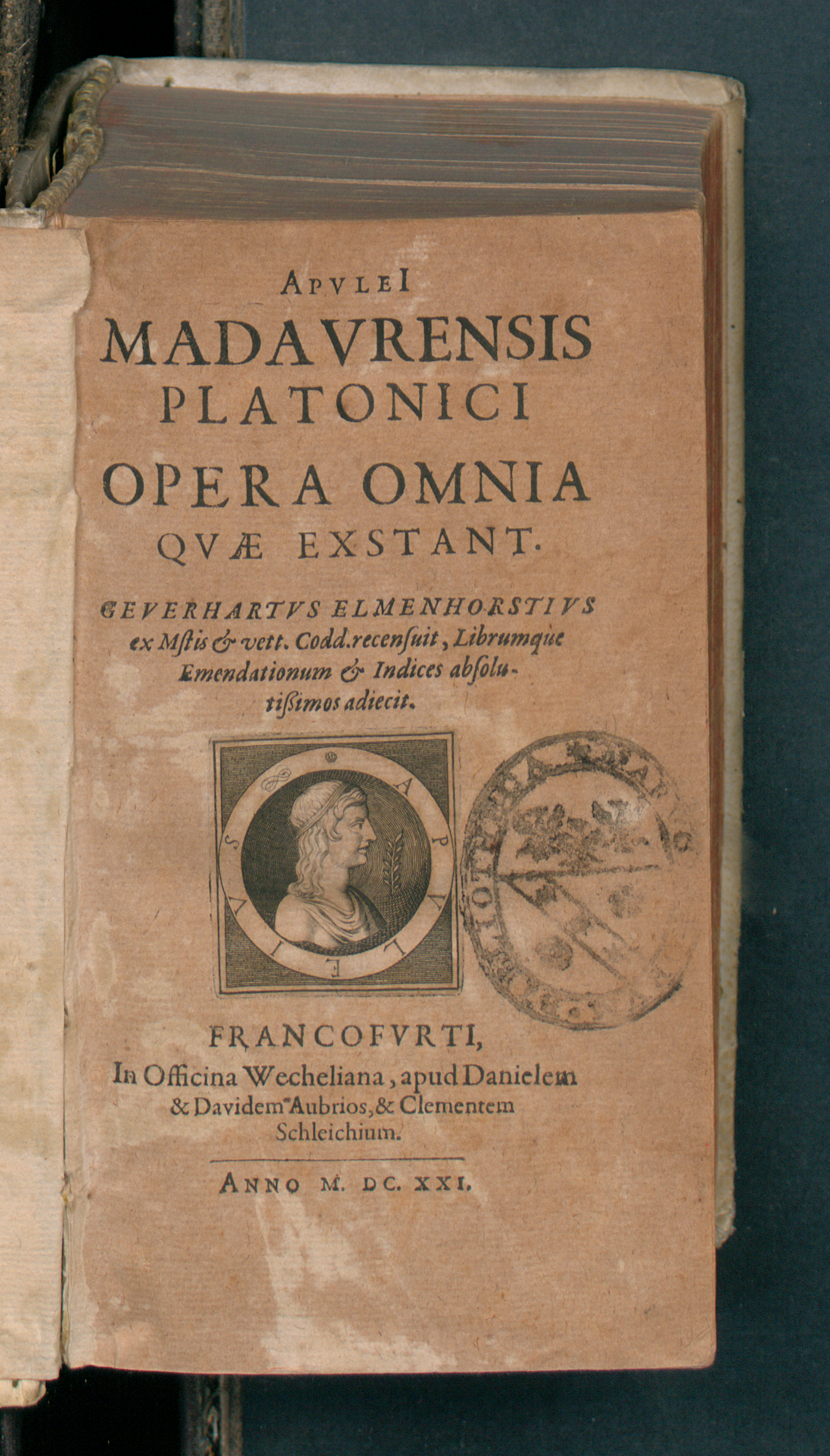
Opera omnia, 1621

Apuleu crea una llengua artística molt diferenciada amb un lèxic ric, utilitza més de dos-cents cinquanta neologismes. A més, fa servir arcaismes, poetismes i elements del llenguatge quotidià. Empra metàfores del servei militar i de la vida judicial. Usa també epítets.
La ironia és omnipresent. Al darrer llibre de les Metamorfosis, hi ha expressions de la llengua dels misteris.
La llengua "apuleiana" seria el resultat d'una barreja singular i original de diferents trets. Té molt domini dels diferents registres, combinats de manera diferent l'estructura lingüística. Utilitza tant arcaismes com neologismes, vulgarismes i poetismes mesclats amb el vocabulari tècnic de la ciència i dels oficis.

## Tradició
Giovanni Boccaccio s'apoderà del còdex de l'abadia de Montecassino, Mediceus Laurentianus plut. 68,2 (F), al segle xi, que conté, a més de part de l'obra de Tàcit (ann. 11-16; hist. 1-5), tres obres principals d'Apuleu. Aquest manuscrit remunta a un còdex perdut del final del segle iv, que és l'arquetip de la tradició per a les Metamorfosis, l’Apologia i les Florida. Un altre grup està format per Socr., Ascl., Plat., i mund. Per aquesta obra s'ha perdut l'arquetip. Són valuosos el Bruxellensis 10054/6 (B) procedent de Cues, segle xi, i el Nederlandensis Leidensis Vossianus 4º 10 (N), segle xi.

## Llegat
Apuleu exercí una gran fascinació en l'època de coexistència de l'antiga religió politeista amb la nova monoteista i també sobre la cultura medieval. Però la fortuna i la influència de l'autor a la literatura europea estan relacionats amb la novel·la, la difusió de la qual es deu al descobriment del còdex, que conté el text, per part de Boccaccio, el qual feu també una transcripció i un comentari del conte de Psique i Cupido. Des de llavors la novel·la fou llegida i apreciada a tot arreu. Amb l'aparició de la impremta, aparegueren diverses edicions a tots els països europeus. Boiardo el traduí a l'italià (Apulegio volgare, publicat el 1518), i Agnolo Firenzuola en feu una reelaboració lliure (Asino d'oro, publicat el 1550). Probablement exercí també una gran influència en el naixement de la novel·la picaresca a Espanya, on fou llegida i estudiada la valuosa traducció de López de Cortegana (1525). Aportà temes i idees per a la novel·la europea, des dels contes del Decameró de Giovanni Boccaccio, a Calderón (i potser un indici aïllat fins i tot al Don Quijote), a La Fontaine, a Jasper Heywood, Beaumont, Shackerley Marmion, influenciant, fins i tot a nivell estilístic, les novelles barroques de John Lyly i dels seus successors.